# Kvarnen Kråkvilan

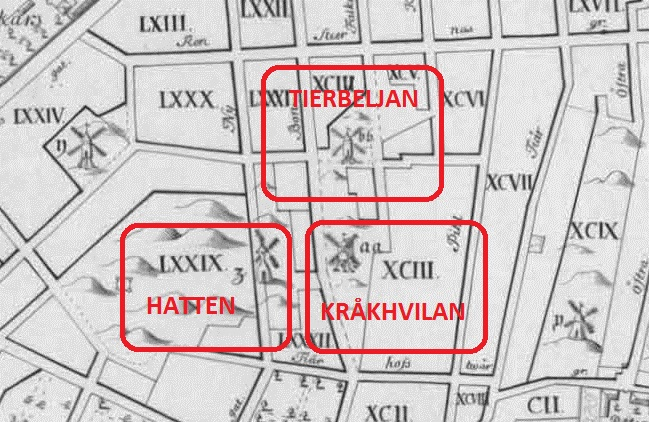
Tjärbeljan, Kråkvilan och Hatten.
Tillaeus' karta 1733, norr är till höger.

Kråkvilan var en väderkvarn från 1600-talet som låg på nordöstra Södermalm i Stockholm.  Troligen försvann den före 1800-talets mitt.

## Historik
I det bergiga område på nordöstra Södermalm fanns flera väderkvarnar, bland dem några med ovanliga namn som Kråkvilan, Tjärbeljan och Hatten. Kråkvilan var en stolpkvarn, där hela kvarnhuset kunde vridas i önskad vindriktning. Den stod i det tidigare kvarteret Beckbrännaren (nuvarande Veken) mellan Åsögatan och Vita bergen. År 1674 upptas den i Holms tomtbok som en notering ”Erik Larssons kvarn”.  Enligt Holms tomtbok var Erich Larsson skrivare på Tjärhov och hade flera tomter längs Rådmansgatan (nuvarande Folkungagatan). Strax söder om den återfinns ”Qvick Larssons kvarn” som avser kvarnen Hatten.
På Petrus Tillaeus karta från 1733 upptas kvarnen som ”Kråkhvilan” (litt. aa). På en karta från 1805 är kvarnen fortfarande inritat, men saknas på Heinrich Neuhaus’ Stockholmspanorama från 1870-talet, troligen försvann Kråkvilan före 1800-talets mitt.

## Övrigt
Bostadsrättsföreningen Kråkhvilan, som äger fastigheten Veken 3 i hörnet av Bondegatan 55 och Erstagatan 26 på Södermalm i Stockholm, har tagit sitt namn efter väderkvarnen Kråkvilan.